# برت لنکستر (دوچرخه‌سوار)
برت لنکستر (فرانسوی: Brett Lancaster‎؛ زادهٔ ۱۵ نوامبر ۱۹۷۹) دوچرخه‌سوار اهل استرالیا است.
از باشگاه‌هایی که در آن رکاب زده‌است می‌توان به باردیانی–سی‌اس‌اف، تیم میلرام، کنندیل–دراپاک، و تیم اوریکا–اسکات اشاره کرد.
وی در مسابقات کشوری و بین‌المللی در مجموع برندهٔ ۱ مدال طلا، ۱ مدال نقره شده‌است.